# 歐南 (新加坡)
歐南是新加坡中區的一個規劃區，北面是新加坡河，東面和南面是市中心，西面是红山。歐南和歐南路得名自英國將軍第一代從男爵詹姆斯·歐南爵士。鄰近的合樂路則得名自亨利·合樂少將。他們都是1857年印度民族起义期間英軍的將領。

## 伸延閱讀
- Victor R Savage, Brenda S A Yeoh (2003), Toponymics - A Study of Singapore Street Names, Eastern Universities Press, ISBN 981-210-364-3